# CMDB
Baza danych zarządzania konfiguracją (CMDB – z ang. Configuration Management Database) to baza danych ITIL używana przez organizację do przechowywania informacji o zasobach sprzętowych i programowych (zwanych zwykle CI, jednostkami konfiguracji, z ang. Configuration Item). Baza danych CMDB działa jako hurtownia danych dla organizacji, a także przechowuje informacje dotyczące relacji między jej aktywami. CMDB zapewnia sposoby zrozumienia kluczowych zasobów organizacji, i relacji pomiędzy nimi, takich jak systemy informacyjne, źródła danych, usługi, lub zależności na aktywach, ale również cele określane dla zasobów.

## Cel i korzyści
CMDB jest podstawowym składnikiem procesu zarządzania konfiguracją środowiska ITIL. CMDB są używane do śledzenia stanu zasobów, takich jak produkty, systemy, oprogramowanie, urządzenia, ludzie, którzy istnieją w określonych punktach czasowych, oraz relacji między wszystkimi aktywami. CMDB pomaga organizacji (przedsiębiorstwu, miastu, jednostce samorządu) zrozumieć związek między komponentami posiadanego systemu i śledzić ich konfiguracje. Utrzymanie tych informacji pozwala na podjęcie pewnych działań, takich jak odbudowa majątku, w dowolnym momencie. CMDB można także wykorzystywać do takich celów, jak analiza wpływu (z ang. Impact Analysis), analiza przyczyn źródłowych (z ang. Root Cause Analysis) lub zarządzanie zmianami (z ang. Change Management).
Implementacje CMDB często obejmują federację - włączenie danych do CMDB z innych źródeł - takich jak systemy zarządzania zasobami, w taki sposób, że źródło danych zachowuje kontrolę nad danymi, a CMDB w określonych odstępach czasu aktualizuje posiadane atrybuty CI. Federacja zazwyczaj różni się od rozwiązań ETL (ekstrakcja, transformacja, ładowanie), w których dane są kopiowane do CMDB.
CMDB można wykorzystywać do wielu rzeczy, w tym między innymi do: analizy biznesowej, kompilacji oprogramowania i sprzętu, inwentaryzacji, analizy wpływu na zarządzanie zmianami, i zarządzania incydentami.
W kontekście ITIL wykorzystanie CMDB stanowi element operacji i wsparcia infrastruktury. CMDB reprezentuje autoryzowaną konfigurację znaczących komponentów środowiska IT.

## Treść
CMDB zawiera i rejestruje dane, które są również nazywane jednostkami konfiguracji (CI), lub elementami konfiguracji. Zawiera także szczegółowe informacje na temat ważnych atrybutów jednostek CI i relacji zachodzących między nimi.

### Atrybuty i dane CI
Atrybuty przechwycone przez CMDB różnią się w zależności od kategorii CI i mogą być liczone w setkach. Wybrane przykłady obejmują:
- Unikalny identyfikator lub kod identyfikacyjny CI
- Nazwa lub etykieta CI (często zarówno długie, jak i krótkie nazwy)
- CI Skróty lub akronimy
- Opis CI
- Własność CI (organizacje i ludzie)
- Znaczenie CI
- Wersja i Model

Ponieważ atrybuty są definiowane poprzez metadane, CMDB również zawierają metadane, a zatem koncepcja pokrywa się z koncepcją repozytorium metadanych, które jest wykorzystywane do bardziej efektywnego zarządzania organizacjami informatycznymi. Zarządzanie konfiguracją określa, w jaki sposób dane powinny być aktualizowane. Historycznie była to słabość repozytoriów metadanych.

### Relacje między CI
Co najmniej relacje często składają się ze źródłowego elementu CI (a ang. Source CI), który jest powiązany z docelowym elementem CI (z ang. Target CI). W przypadku bardziej zaawansowanych relacji, takich jak relacje semantyczne, pożądane jest posiadanie deskryptora między źródłowym CI a docelowym CI, który pomaga zapewnić kontekst. Na przykład „baza danych” jest powiązana z „komponentem” „aplikacji Y”. Deskryptor jest również znany jako Predykat (z ang. Predicate).

### Typy elementów konfiguracji
Typ elementu konfiguracji (lub typ CI) to typ danych elementu lub jednostki konfiguracji (CI), który przedsiębiorstwo chce przechowywać w CMDB. Co najmniej wszystkie typy CI, oprogramowania, sprzętu, sieci i pamięci mogą być przechowywane i śledzone w CMDB. W miarę dojrzewania, przedsiębiorstwa zaczynają śledzić coraz więcej typów CI w CMDB, takich jak ludzie, rynki, produkty i podmioty zewnętrzne, takie jak dostawcy i partnerzy, systemy, sieci, urządzenia podłączone do sieci. Dzięki temu relacje między CI stają się bardziej znaczące i kompleksowe, a CMDB staje się silniejszym źródłem zarządzania wiedzą o organizacji.
Wybrane Typy CI to:
- Sprzęt komputerowy
- Oprogramowanie
- Komunikacja / sieci
- Lokalizacja
- Dokumentacja
- Ludzie (pracownicy i kontrahenci)

Kluczowym czynnikiem sukcesu we wdrażaniu CMDB jest możliwość automatycznego wykrywania informacji o elementach CI (automatyczne wykrywanie, z ang. Application Dependency Monitoring / Mapping) i śledzenia zmian w miarę ich pojawiania się.

## Schematyczne reprezentacje
Struktury schematów CMDB, znane również jako schematy baz danych, przyjmują wiele możliwych form. Dwie najczęstsze formy to relacyjny model danych i semantyczny model danych.
Relacyjne modele danych opierają się na logice predykatów pierwszego stopnia, a wszystkie dane są reprezentowane w krotkach pogrupowanych w relacje (tabelach / z ang. dataset). W modelu relacyjnym powiązane rekordy są połączone razem z „kluczem”, w którym klucz jest unikalny dla definicji typu danych pozycji. Takie modele relacyjne zapewniają deklaratywne metody określania danych i zapytań. Gdzie użytkownicy bezpośrednio określają, jakie informacje zawiera baza danych i jakie informacje z niej chcą, i pozwalają systemowi bazy danych zająć się opisywaniem struktur danych do przechowywania danych i procedurami wyszukiwania odpowiedzi na zapytania.
Semantyczne modele danych zwykle opierają się na strukturze opisu zasobów, która odwzorowuje relacje między wieloma jednostkami za pomocą deskryptorów relacji, dodając kontekst, w jaki sposób rzeczy są ze sobą powiązane.

## Czynności eksploatacyjne
- Federacja (z ang. Federation), ponieważ kilka systemów może dostarczać dane z tych samych miejsc, należy skonfigurować priorytety dla źródeł danych.
- Rekoncyliacja (z ang. Reconciliation), ponieważ część danych może się powtarzać, a część może mieć zmienne parametry, stąd należy unikać dublowania, lub błędnego nadpisywania wpisów w bazie danych.
- Mapowanie & Wizualizacja (z ang. Mapping & Visualizing), dane można grupować w kolekcje, i kategoryzować, co pomaga później w ich prezentacji.
- Synchronizacja (z ang. Synchronization), wiele systemów może posiłkować się danymi obecnymi w CMDB, dlatego należy regularnie zestawiać z nimi połączenia.

## Wyzwania
Wśród podstawowych wyzwań związanych z tworzeniem i utrzymywaniem bazy danych zarządzania konfiguracją są:
- Trafność (z ang. Relevance): konieczne jest gromadzenie danych przez cały cykl życia każdego rekordu lub CI. Oznacza to wprowadzenie procesów i narzędzi do gromadzenia najnowszych zmian danych w miarę ich występowania.
- Utrzymanie (z ang. Maintenance): Firmy stają w obliczu ciągłych zmian. Dane o jednostkach CI i relacjach między nimi stale się zmieniają. Utrzymanie aktualności więc jest znaczącym przedsięwzięciem, które często nie jest planowane ani oczekiwane. Organizacje często uważają zapewnienie aktualności, obok bezpieczeństwa danych, za największe wyzwanie.
- Użyteczność (z ang. Usability): większość CMDB to zwykłe bazy danych. Oznacza to, że nie mają cech, funkcji ani zalet bardziej złożonych aplikacji. Brakuje narzędzi do przeglądania danych za pomocą złożonych wizualizacji (z ang. Dashboards) lub narzędzi do zaawansowanego wykrywania. Oznacza to, że większość firm musi inwestować w warstwę aplikacji, która dodaje takie konstrukty do ich CMDB, co dodaje niezbędną warstwę złożoności i kosztów, których większość firm często nie planuje, ani nie spodziewa się. Jednak wdrożenie funkcji i procesów zapewniających aktualność bazy danych lub interakcję z systemami w celu uruchamiania poleceń, stosowania aktualizacji lub wdrażania nowych aplikacji rozszerza funkcjonalność i użyteczność CMDB.

Z powyższych powodów firmy zwykle decydują się na zakup systemu generującego bazę CMDB, oraz systemów przeszukujących krajobraz infrastrukturalny, a nie same je projektują, budują, dostarczają i wspierają. Konstrukcja taka, pozwala często na migrację CMDB pomiędzy systemami do jej obsługi, np. w przypadku zmian dostawcy narzędzi IT, lub zakupu przedsiębiorstwa, przez inna firmę.

## Zastosowania
CMDB może być kluczowym czynnikiem poprawy efektywności zarządzania zasobami jednostek samorządu terytorialnego (JST), dzięki którym polskie miasta mogą szybciej transformować swój technologiczny krajobraz, automatyzując narzędzia wykrywające sprzęt i oprogramowanie (np. serwery, dyski twarde, routery, switche, systemy operacyjne, centrale pbx, komputery, laptopy, tablety, access pointy, a nawet urządzenia monitorujące parametry działania sprzętów należących do spółek miejskich) działające w ich sieciach komputerowych. Dla przykładu system może wykrywać, i aktualizować w CMDB dane dotyczące miejskich autobusów i trolejbusów, wyposażonych w systemy telematyczne, zapewniając obsługę cyklu życia, i z wyprzedzeniem informując o poziomie naładowania baterii, bądź awarii sieci trakcji elektrycznej, albo parametrów kasowników i biletomatów, to samo może dotyczyć wielu parametrów systemów informacji dostępnych na przystankach.
CMDB w mieście, może również być pomocne w zarządzaniu zasobami technologicznymi szkół, instytucji kultury, oraz różnych biur i wydziałów podległych Urzędowi Miasta, usprawniać proces wymiany komputerów, napraw projektorów, dostępów i parametrów drukarek, zawierać dane adresów IP poszczególnych maszyn, wskazywać za pomocą SCCM komputery potrzebujące aktualizacji, zbierać też dane potrzebne do zamówień publicznych, a nawet estymować potrzebne ilości dostaw filamentów do drukarek 3D w szkolnych pracowniach. Tak więc zastosowania CMDB mogą być bardzo precyzyjne, jednak wraz z rozległością i dokładnością skanowania zasobów organizacji wzrasta ilość danych do retencji, oraz moc obliczeniowa potrzebna do dalszej obróbki tych danych, a co za tym idzie może wywierać wpływ na częstotliwość aktualizacji danych.
Zarządzanie usługami miejskimi i jakością życia zgodnie z normą PN - ISO 37120:2015-03 może być prowadzone z pomocą narzędzi CMDB.